# 南海郡 (中国)
南海郡，是从秦朝至唐朝的郡，位於漢地九州域內。郡治番禺县在今广东省广州市越秀区。

## 政區沿革
秦朝平定嶺南后设桂林、象郡、南海三郡。南海郡下轄四縣（番禺、四會、博羅、龍川），另一說為六縣（番禺、四會、博羅、龍川、冽江、揭陽），郡治在番禺（即今广州市），主體範圍在今广东、海南、香港、澳门、广西东南部和福建南部。
汉武帝元鼎六年（前112年）冬，平定南越国，把原岭南三郡之地析为九郡（南海、苍梧、郁林、合浦、交趾、九真、日南、珠崖、儋耳），设交趾刺史部。南海郡治番禺县，领番禺、中宿、博罗、龙川、四会、揭阳六县。绥和元年（前8年）改交趾刺史部为交州刺史部，南海郡隶交州。
孙吴黄武五年（226年），交州分为交、广两州，南海郡隶广州，但不久就撤销了广州，永安七年（264年）又复置广州。
东晋咸和六年（331年），晋成帝将南海郡一分为二，分出东官郡，郡治在目前深圳市南山区南头古城，管辖八县：宝安县、安怀县、兴宁县、海丰县、海阳县、绥安县、海宁县、潮阳县。
隋朝开皇九年（589年），撤销南海郡，置广州总管府，仁寿元年（601年），因避隋煬帝名諱而改名番州，大业三年（607年）又改为南海郡。户三万七千四百八十二，下辖十五县：南海县、曲江县、始兴县、翁源县、增城县、宝安县、乐昌县、四会县、化蒙县、清远县、浛洭县、政宾县、怀集县、新会县、义宁县。
唐朝武德四年（621年）废南海郡，复置广州。天宝元年（742年）改广州为南海郡。乾元元年（758年）复郡为州，南海郡又改广州。

## 行政長官
本節如無注明，則出自廣東通志。

### 秦朝南海監
- 史禄，秦始皇二十六年（前221年）出任[5]。

### 秦朝南海尉
- 屠睢，秦始皇二十六年（前221年）出任[5]。
- 任囂，秦始皇三十三年（前214年）出任，漢高帝元年（前206年）十一月卒於任上[5]。
- 趙佗，真定人，漢高帝元年（前206年）十一月由任囂任命，後自為南越王[5]。

### 南越國南海太守
- 棄皆，元鼎六年（前111年）降於路博德[5]。

### 漢朝南海太守
- 吳恢，陳留長垣人，漢順帝年間在任[5]。
- 孔芝，叛，光和元年（178年）為朱儁所誅[5]。
- 孔嵩，字仲山，南陽人。
- 倪孝悳，建安末年在任。
- 士武，蒼梧人，交趾太守士燮弟，由燮自行任命。

### 孫吳南海太守
- 鍾離牧，字子幹，會稽山陰人，赤烏五年（242年）出任。
- 任訪，臨海章安人。
- 劉畧，天紀三年（279年）在任期間為郭馬所殺。

### 晉朝南海太守
- 鮑靚，字太玄，永嘉年間在任。
- 王運，建興年間在任。
- 鮑元，上黨人。
- 袁宏，字彦伯，陳郡陽夏人，興寧元年（363年）出任[6]。

### 劉宋南海太守
- 陸展，吳郡吳縣人。
- 蕭簡，南蘭陸郡蘭陵縣人，元嘉二十五年（448年）出任，至元嘉三十年（453年）為鄧琬率軍所誅。
- 鄧琬，孝建元年（454年）出任。
- 垣閬，孝建末年在任。
- 袁曇逺，大明年間在任。
- 陸法真，吳郡人，泰始年間在任。
- 到遁，彭城武源人。
- 伏曼容，宋順帝時在任。
- 周仁昭

### 齊朝南海太守
- 沈煥，建元元年（479年）出任，後遷為交州剌史，但因李叔獻發兵拒守，未上任而卒。
- 蕭惠休，南蘭陸郡蘭陵縣人，永明十一年（493年）離任，遷為徐州剌史。
- 何曇直
- 王僧孺，字僧孺，東海郯人。

### 梁朝南海太守
- 王僧孺，同上，天監初年在任。
- 陶黔，當塗人。
- 王勵，字公濟，瑯琊臨沂人[7]，大同年末在任。

### 陳朝南海太守
- 謝嘏，字含茂，陳郡陽夏人。
- 章華，字仲宗，吳興人。

### 隋朝南海太守
- 薛世雄，字世英，河東汾陰人，大業年間在任。
- 侯莫陳頴，字遵道，代人，大業年間在任，共四年，卒於任上[8]。
- 劉權，字世畧，彭城豐人，大業十一年（615年）出任。

### 唐朝南海太守
- 刘巨鳞（741年—744年）
- 裴敦复（745年，未赴任）
- 彭杲（745年—747年）
- 刘巨鳞（747年—749年）
- 卢奂（749年—751年），滑州靈昌人。
- 张九皋（751年—753年），韶州曲江人。
- 何履光（754年—756年）
- 贺兰进明（756年，未赴任）

### 引用
1. ↑  《漢書卷六．武帝紀第六》載「元鼎六年冬十月，行東，將幸緱氏，至左邑桐鄉，聞南越破，以為聞喜縣。」即南越國是亡於元鼎六年冬十月，換算成公元紀年應為前111年，但由於漢朝以十月為歲首，冬為一年開始，依《新編中國三千年曆日檢索表》，元鼎六年冬十月等同格里曆公元前112年11月11日—12月10日。
2. ↑  晋设东官郡郡治设南头 （页面存档备份，存于），深圳大学中国经济特区研究中心，2006年12月25日
3. ↑  .   [2007-11-11]. （原始内容存档于2005-02-16）.
4. ↑  郝玉麟. 廣東通志. 维基文库 （中文）.
5. 1 2 3 4 5 6 7  郝玉麟. 廣東通志. 维基文库 （中文）.
6. ↑  屠喬孫. 十六國春秋. 维基文库 （中文）.
7. ↑  金鉷謹. 廣西通志. 维基文库 （中文）.
8. ↑  魏徵. 隋書. 维基文库 （中文）.